# Myospila lautoides
Myospila lautoides este o specie de muște din genul Myospila, familia Muscidae, descrisă de Feng în anul 2005. Conform Catalogue of Life specia Myospila lautoides nu are subspecii cunoscute.